# Галатасарай (спортивне товариство)
Галатасарай (тур. Galatasaray Spor Kulübü чи Galatasaray S.K.) — спортивне товариство з міста Стамбул, відоме перш за все футбольним клубом Галатасарай. Крім футбольного клубу до складу товариства входять такі спортивні секції як легка атлетика, баскетбол, волейбол, водне поло, плавання, академічне веслування, ахтинг, дзюдо, бридж, кінний спорт та гоночна команда з серії Superleague Formula. Створене 1 жовтня 1905 року. Футбольний клуб Галатасарай один з найбільш титулованих турецьких клубів. У 2000 році він виграв Кубок УЄФА та Суперкубок УЄФА.

## Історія
Клуб був заснований 1 листопада 1905 року як футбольна команда при Галатасарайському ліцеї (елітна школа, яка була заснована у 1481 році). Першим президентом клубу став Алі Сами Йєн (Ali Sami Yen). Перший матч футболу команда у протистоянні з командою іншого навчального закладу виграла з рахунком 2-0. Спочатку Галатасарай не був зареєстрований як офіційна організація через відсутність на той час відповідного правового поля у Туреччині. Тільки у 1912 році він товариство було офіційно зареєстроване. 
Спочатку основними кольорами клубу був червоний та білий, проте у 1908 році було прийнято остаточне рішення про те, що кольорами клубу будуть червоний та жовтий.

## Інша діяльність
Футбольний клуб Галатасарай володіє низкою магазинів, де продається символіка клубу у різних містах Туреччини, а також у Німеччині та на Північному Кіпрі. Крім того товариство володіє букмекерською конторою GS Bilyoner, страховою компанією GS Sigorta HDI та Інтернет провайдером GS Net.